# Emazia (unità periferica)
L'unità periferica dell'Emazia (in greco Περιφερειακή ενότητα Ημαθίας?) è una delle sette unità periferiche in cui è divisa la periferia della Macedonia Centrale. Il capoluogo è la città di Veria.
Confina con l'unità periferica di Pieria a sud, con quella di Kozani ad ovest, con quella di Pella a nord e con quella di Salonicco a nordest.

## Prefettura
L'Emazia era una prefettura della Grecia, abolita a partire dal 1º gennaio 2011 a seguito dell'entrata in vigore della riforma amministrativa detta Programma Callicrate
La riforma amministrativa ha anche modificato la struttura dei comuni che ora si presenta come nella seguente tabella:
| Nuovo comune | Vecchio comune   | Sede        |
| ------------ | ---------------- | ----------- |
| Alexandreia  | Alexandreia      | Alexandreia |
| Alexandreia  | Antigonides      | Alexandreia |
| Alexandreia  | Meliki           | Alexandreia |
| Alexandreia  | Platy            | Alexandreia |
| Naoussa      | Naoussa          | Naoussa     |
| Naoussa      | Anthemia         | Naoussa     |
| Naoussa      | Eirinoupoli      | Naoussa     |
| Veria        | Veria            | Veria       |
| Veria        | Apostolos Pavlos | Veria       |
| Veria        | Vergina          | Veria       |
| Veria        | Dovras           | Veria       |
| Veria        | Makedonida       | Veria       |

## Precedente suddivisione amministrativa
Dal 1997, con l'attuazione della riforma Kapodistrias, la prefettura dell'Emazia era suddivisa in dodici comuni.
| comune           | codice YPES | capoluogo (se diverso) | codice postale | prefisso tel. |
| ---------------- | ----------- | ---------------------- | -------------- | ------------- |
| Alexandreia      | 1801        |                        | 593 00         | 23330-2       |
| Anthemia         | 1802        | Kopanos                | 590 35         | 23320-41      |
| Antigonides      | 1803        | Kavasila               | 591 00         | 23310-39      |
| Apostolos Pavlos | 1804        | Makrochori             | 590 33         | 23310-41      |
| Dovras           | 1807        | Agios Georgios         | 591 00         | 23310-51      |
| Eirinoupoli      | 1808        |                        | 590 34         | 23320-4       |
| Makedonida       | 1809        | Rizomata               | 591 00         | 23310-9       |
| Meliki           | 1810        |                        | 590 31         | 23310-81      |
| Naousa           | 1811        |                        | 592 00         | 23320-2       |
| Platy            | 1812        |                        | 590 32         | 2330-63       |
| Vergina          | 1805        |                        | 590 31         | 23310-92      |
| Veroia           | 1806        |                        | 591 00         | 23310         |